# Spilosoma hypsoides
Spilosoma hypsoides är en fjärilsart som beskrevs av Rothschild 1914. Spilosoma hypsoides ingår i släktet Spilosoma och familjen björnspinnare. Inga underarter finns listade i Catalogue of Life.